# Баумбах, Фёдор Константинович
Фёдор Константинович Баумбах (род. 1951) — советский борец вольного стиля, чемпион СССР 1974 года, бронзовый призёр чемпионата Европы 1975 года, мастер спорта СССР международного класса.

## Биография
Увлёкся борьбой в 1966 году. В 1970 году стал мастером спорта СССР. Участвовал в 5 чемпионатах страны. Оставил большой спорт в 1977 году.

## Спортивные результаты
- Чемпионат СССР по вольной борьбе 1974 года — .